# Кашина Вистарина (Лоди)
Кашина Вистарина је насеље у Италији у округу Лоди, региону Ломбардија.
Према процени из 2011. у насељу је живело 19 становника. Насеље се налази на надморској висини од 81 м.